# Recco (Ligurien)
Recco ist eine Stadt in der Metropolitanstadt Genua mit 9345 Einwohnern (Stand 31. Dezember 2023), die gemeinhin Recchesi genannt werden.

## Geographie
Die Gemeinde befindet sich zwischen Sori und Camogli, am Golfo Paradiso der Italienischen Riviera gelegen. Die weiteren Nachbargemeinden sind Avegno und Rapallo.
Nach der italienischen Klassifizierung bezüglich seismischer Aktivität wurde Recco der Zone 4 zugeordnet. Das bedeutet, dass sich die Stadt in einer seismisch inerten Zone befindet.

## Klima
Die Gemeinde Recco wird unter Klimakategorie D klassifiziert, da die Gradtagzahl einen Wert von 1418 besitzt. Das heißt, die in Italien gesetzlich geregelte Heizperiode liegt zwischen dem 1. November und dem 15. April für jeweils 12 Stunden pro Tag.

## Geschichte

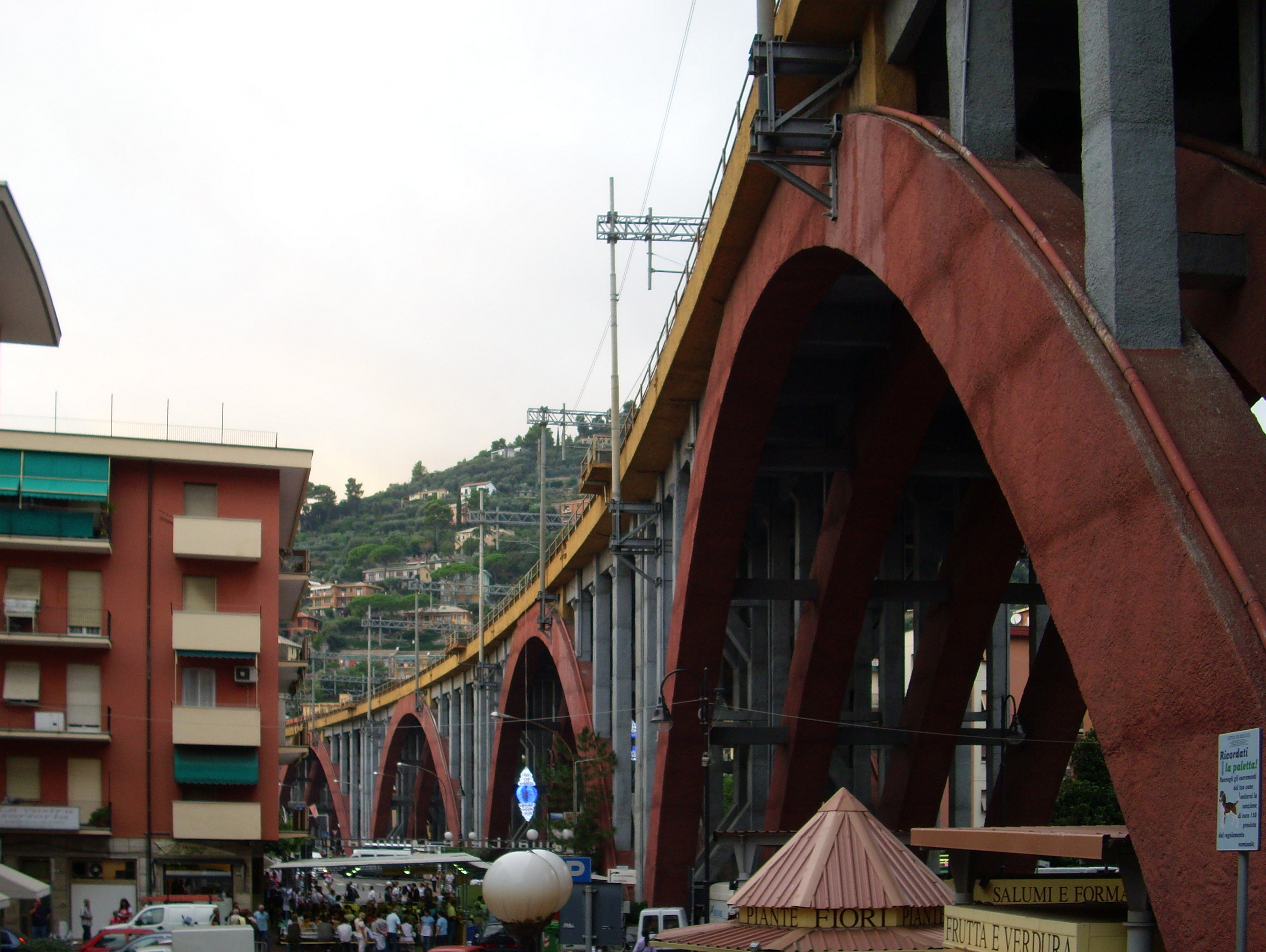
Die Eisenbahnbrücke heute

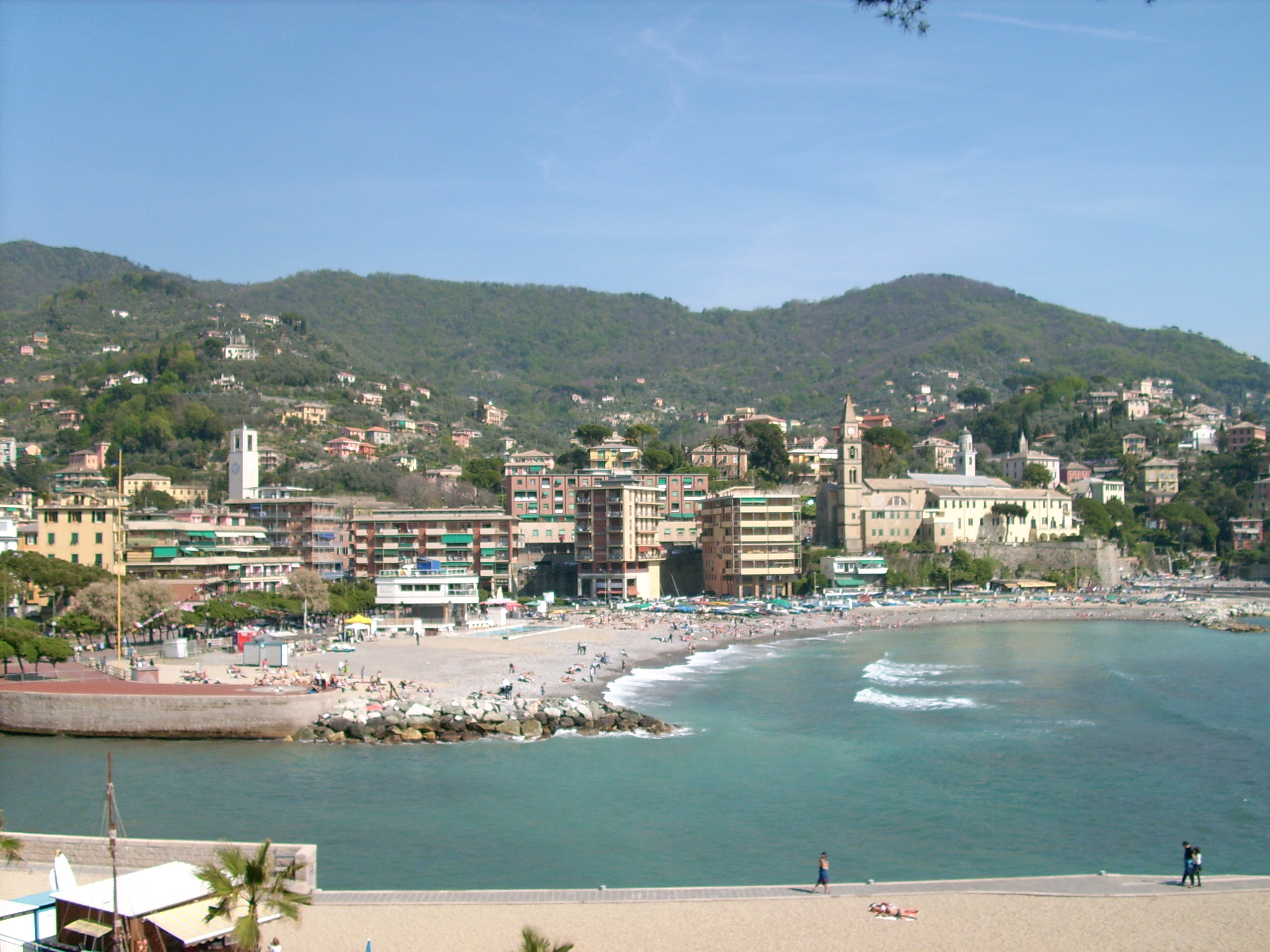
Ortsansicht

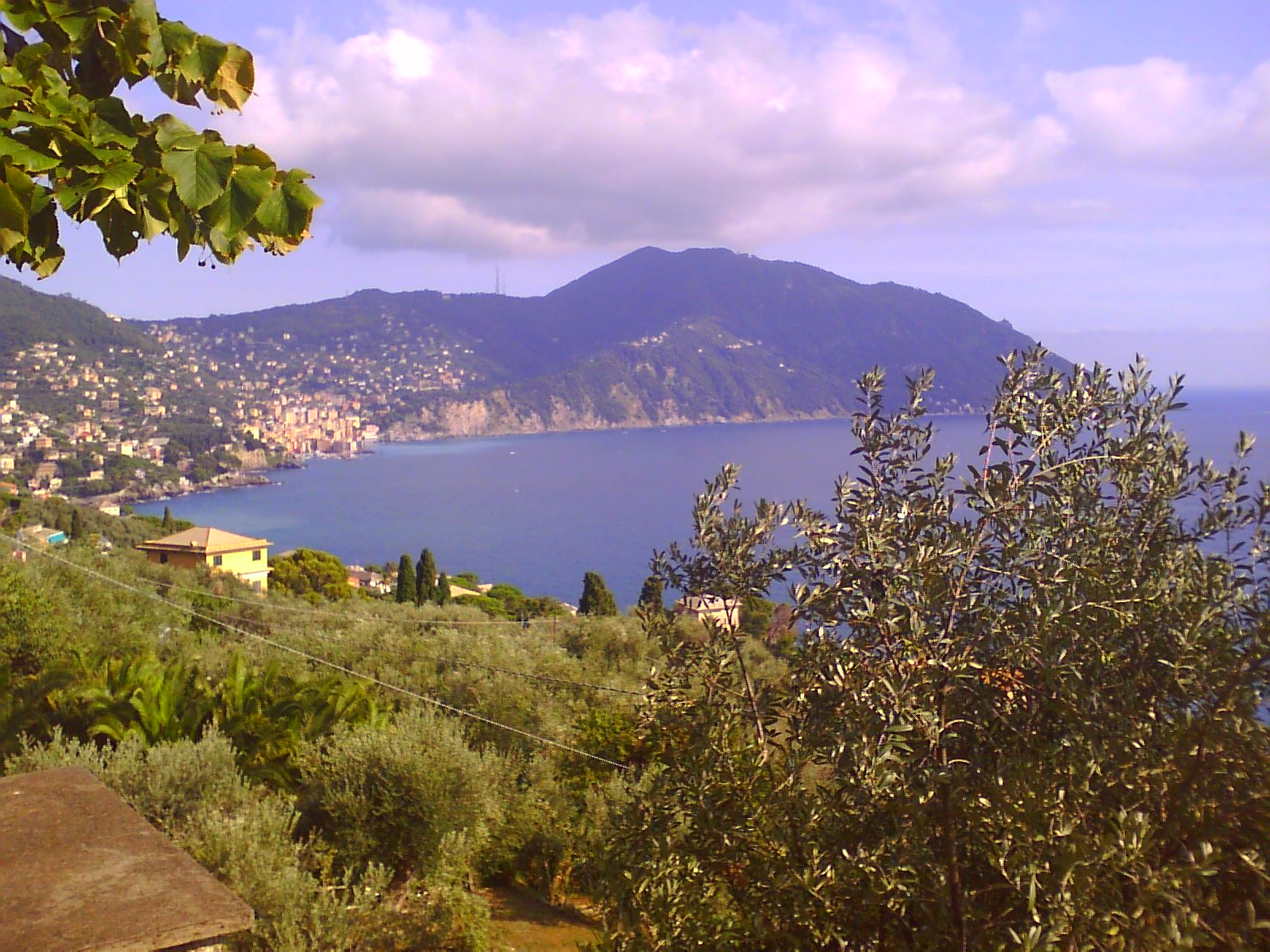
Blick auf Recco und den Golfo Paradiso

In der Antike war das Gebiet von den Casmoriti, einer Familie der Ligurer, bewohnt. Nach längeren Auseinandersetzungen wurde es von den Römern erobert, die 667 v. Chr. dort die Ortschaft Recina (auch Ricina) gründeten. Der Ort entwickelte sich schnell zu einem wichtigen Castrum an der Via Aurelia.
Während des Hochmittelalters bekam Recco die erste Pieve des Gebiets. Andere drei waren an die Orte Avegno, Uscio und Rapallo gegangen. Die Pfarrkirchen wurden dem Bischof von Mailand unterstellt, der nach der Invasion der Langobarden das ligurische Territorium unter seiner Macht hatte. Im Laufe des Mittelalters und der anschließenden Neuzeit war die Stadt der Republik Genua unterstellt, deren Verwaltungseigentum es im 12. Jahrhundert wurde.
Wie das nahegelegene Rapallo wurde die Stadt 1557 und 1646 von den Sarazenen überfallen und verwüstet. Bei den Überfällen wurden eine Vielzahl junger Bewohner beider Städte entführt und im Anschluss versklavt. In den folgenden Jahrhunderten nutzte Recco seine Lage am Ligurischen Meer um sich zu einem Konstruktionsort für Segelschiffe und Galeeren zu entwickeln. Größter Auftraggeber war derzeit die Republik Genua.
1747 wurde Recco, wie auch Genua, von der österreichischen Armee eingenommen und ein halbes Jahrhundert später, im Jahr 1797, von den Franzosen unter Napoléon Bonaparte übernommen. Dabei wurde die gesamte ligurische Region in das erste französische Imperium aufgenommen. Nach dem Fall Napoléons wurde Ligurien und somit auch Recco 1815 dem Königreich Sardinien und 1860 im Rahmen des Risorgimento schließlich dem Königreich Italien einverleibt.
Im Zweiten Weltkrieg wurde die Stadt bei alliierten Bombenangriffen schwer beschädigt und teilweise zerstört. Ziel war Recco wegen der strategisch wichtigen Eisenbahnstrecke geworden, welche auf einem Viadukt die Stadt durchquert und Genua mit dem Süden Italiens verbindet. Das gleiche Schicksal ereilte aus gleichen Gründen die tigullische Gemeinde Zoagli. Durch die Zerstörung der beiden Eisenbahnbrücken war Tigullien praktisch von der Regionalhauptstadt Liguriens (Genua) abgeschnitten. In der Nachkriegszeit wurden die Viadukte komplett neu erbaut.
Heute ist die Gemeinde ein renommiertes Touristenziel am Golfo Paradiso und durch seine Lage für die Großstadt Genua eine Art Tor zur Riviera di Levante und Tigullien.
2001 wurde der Gemeinde Recco vom Präsidenten der Italienischen Republik Carlo Azeglio Ciampi das Stadtrecht zuerkannt.

## Kultur
Am 7. und 8. September findet in Recco die Sagra del fuoco zu Ehren der Madonna del Suffragio statt. Hierzu veranstalten die sieben Ortsteile Bastia, Collodari, Liceto, Ponte, San Martino, Spiaggia und Verzemma ein kulinarisches Fest mit großangelegten pyrotechnischen Inszenierungen.

## Gemeindepartnerschaften
Die Stadt Recco unterhält eine Partnerschaft mit dem ebenfalls italienischen Ponte di Legno.

## Persönlichkeiten
- Geminio Ognio (1917–1990), Wasserballspieler
- Franco Lavoratori (1941–2006), Wasserballspieler